# Igor Groedin
Igor Aleksandrovitsj Groedin (Russisch: Игорь Александрович Грудин) (Vorkoeta, 15 juni 1945), is een voormalig basketbalcoach van het basketbalteam van de Rusland. Heeft verschillende onderscheidingen gekregen waaronder Meester in de sport van de Sovjet-Unie en Geëerde Coach van Rusland.

## Carrière
Groedin was zijn gehele carrière speler van Spartak Moskou. Na zijn basketbalcarrière was Groedin hoofdcoach van drie teams uit Frankrijk. De teams waren Tarbes Gespe Bigorre, USO Mondeville en Waïti Bordeaux Basket. Ook was hij hoofdcoach van twee Russische teams. Dit waren CSKA Samara en CSKA Moskou.
Als coach van het nationale damesteam van Rusland haalde hij goud op het Europees kampioenschap in 2007, zilver in 2005 en brons in 1995. Hij behaalde zilver op het Wereldkampioenschap in 2006. Ook behaalde Groedin brons op de Olympische Spelen in 2008. In 1996 en 2004 was hij assistent-coach van het nationale damesteam van Rusland onder hoofdcoach Vadim Kapranov op de Olympische Spelen.

## Hoofdcoach
4 Jevkova ·
5 Fomenko ·
6 Roetkovskaja  ·
7 Marilova ·
8 Baranova ·
9 Svinoechova ·
10 Psjikova ·
11 Mozgovaja ·
13 Sjakirova ·
14 Antipova ·
15 Boermistrova ·
Coach: Groedin
· Assistent-coach: 
· Assistent-coach: 
4 Nikonova ·
5 Latysjeva ·
6 Roetkovskaja  ·
7 Marilova ·
8 Baranova ·
9 Svinoechova ·
10 Keller ·
11 Mozgovaja ·
12 Soemnikova ·
13 Sjakirova ·
14 Larina ·
15 Boermistrova ·
Coach: Groedin
· Assistent-coach: 
· Assistent-coach: 
4 Artesjina ·
5 Rachmatoelina ·
6 Abrosimova ·
7 Firsova ·
8 Karpoenina ·
9 Sjtsjegoleva ·
10 Korstin ·
11 Stepanova  ·
12 Sokolovskaja ·
13 Sjakirova ·
14 Koezina ·
15 Karpova ·
Coach: Groedin
· Assistent-coach: 
· Assistent-coach: 
4 Artesjina ·
5 Rachmatoelina ·
6 Vodopjanova ·
7 Roezanova ·
8 Abrosimova ·
9 Sjtsjegoleva ·
10 Korstin ·
11 Stepanova  ·
12 Karpoenina ·
13 Karpova ·
14 Osipova ·
15 Lisina ·
Coach: Groedin
· Assistent-coach: Sokolovski
· Assistent-coach: 
4 Artesjina ·
5 Rachmatoelina ·
6 Vodopjanova ·
7 Roezanova ·
8 Karpoenina ·
9 Sjtsjegoleva ·
10 Korstin ·
11 Stepanova  ·
12 Sokolovskaja ·
13 Lisina ·
14 Abrosimova ·
15 Osipova ·
Coach: Groedin
· Assistent-coach: Hejková
· Assistent-coach: Sokolovski
4 Koezina ·
5 Rachmatoelina ·
6 Vodopjanova ·
7 Hammon ·
8 Karpoenina ·
9 Sjtsjegoleva ·
10 Korstin ·
11 Stepanova ·
12 Lisina ·
13 Sokolovskaja  ·
14 Abrosimova ·
15 Osipova ·
Coach: Groedin
· Assistent-coach: Hejková
· Assistent-coach: Sokolovski

## Assistent-coach
4 Nikonova ·
5 Konovalova ·
6 Roetkovskaja  ·
7 Stepanova ·
8 Baranova ·
9 Svinoechova ·
10 Koeznetsova ·
12 Soemnikova ·
13 Sjakirova ·
14 Psjikova ·
15 Zaboloejeva ·
Coach: Kapranov
· Assistent-coach: Groedin
· Assistent-coach: 
4 Artesjina ·
5 Rachmatoelina ·
6 Vodopjanova ·
7 Goestilina ·
8 Baranova  ·
9 Sjtsjegoleva ·
10 Korstin ·
11 Stepanova ·
12 Kalmykova ·
13 Karpova ·
14 Osipova ·
15 Archipova ·
Coach: Kapranov
· Assistent-coach: Loenitsjkin
· Assistent-coach: Groedin